# Max Buset
Max Buset, född 31 januari 1896 i Fayt-lez-Manage i Belgien, död 28 juni 1959 i Haine-Saint-Paul, var en belgisk nationalekonom och politiker.
Mellan 1945 och 1959 var han det Belgiska socialistpartiets förste partiledare. Mellan den 21 juli 1948 och 24 juni 1949 var Buset belgisk statsminister (ej att förväxla med posten som premiärminister).